# Wiesbaden-Mitte
Mitte er den mest centrale bydel i Wiesbaden.
Bydelen er med sine 21.000 (2013) indbyggere fordelt på 1,53 km² ikke blot en af den mest folkerige bydel i Wiesbaden men også en af den mest befolkningstætte; her bor 14.000 indbyggere pr. km2.
I Mitte findes den store handelsgade Kirchgasse.